# بوشيني أنيق
بوشيني أنيق (الاسم العلمي: Puccinia elegans) هو نوع من الفطريات يتبع جنس البوشيني من فصيلة البوشينية.